# Siculiana
Siculiana (trong tiếng Ý và trong tiếng Sicilia) là một đô thị ở tỉnh Agrigento, Sicilia, phía nam Italia. Đô thị này có diện tích 40 ki-lô-mét vuông và dân số cuối năm 2004 là 4636 người. Nhà thờ Đức mẹ Ba-rôc San Leonardo Abate và Thánh địa SS. Crucifix (thế kỷ 17) nằm ở đô thị này.

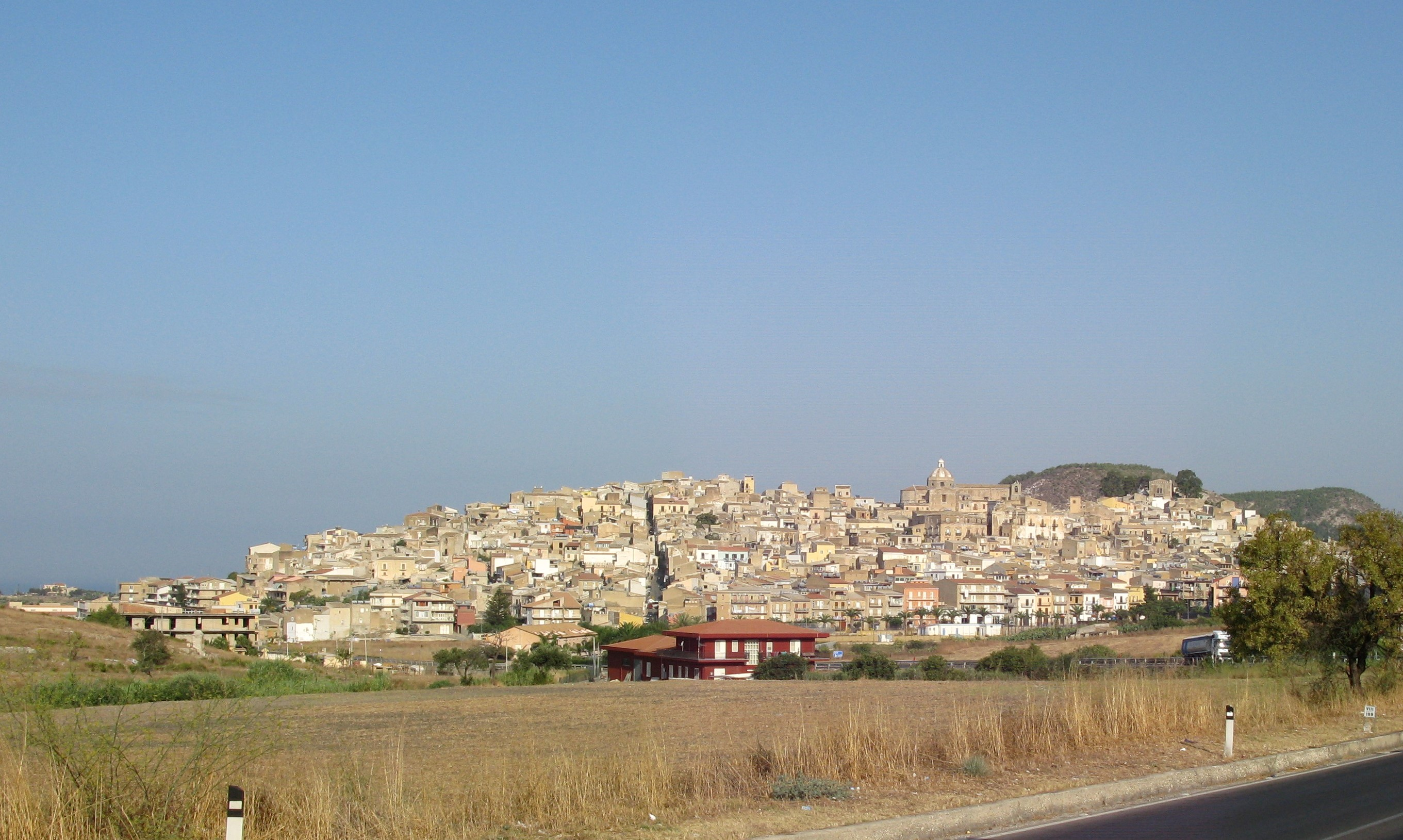
Siculiana